# Adaba
Adaba est un woreda du centre-sud de l'Éthiopie, situé dans la zone Mirab Arsi de la région Oromia. Il a 138 717 habitants en 2007. Son chef-lieu s'appelle également Adaba.

## Situation
Limitrophe des zones Arsi et Bale, le woreda Adaba fait partie de la zone Mirab Arsi de la région Oromia.
Il est bordé au nord par le Chébéli[réf. souhaitée] et s'étend à l'est dans le Parc national des monts Balé.
| Gedeb Asasa | Enkelo Wabe (Arsi)  | Agarfa (Bale) |
| Dodola      | Adaba               | Dinsho (Bale) |
| Nensebo     | Harena Buluk (Bale) | Goba (Bale)   |

Située vers 2 400 m d'altitude, la ville d'Adaba est desservie par la route Shashamané-Robe, à environ 100 km de Shashamané et 88 km de Robe.

## Histoire
Adaba, comme son voisin Dodola, fait partie au XXe siècle de l'awraja Genale dans la province de Balé.
À la réorganisation du pays en régions, il se rattache comme lui à la zone Bale de la région Oromia avant de rejoindre la zone Mirab Arsi probablement en 2007.

## Population
D'après le recensement national réalisé en 2007 par l'Agence centrale de la statistique d'Éthiopie, le woreda compte 138 717 habitants et 9 % de sa population est urbaine.
La majorité des habitants (84 %) sont musulmans, 14 % sont orthodoxes et moins de 1 % sont protestants.
Avec 12 099 habitants en 2007, la ville d'Adaba est sa seule agglomération urbaine.
En 2022, la population du woreda est estimée à 202 124 personnes avec une densité de population de 94 personnes par km2 et 2 161 km2 de superficie.